# Бетл Граунд (Индијана)
Бетл Граунд (енгл. Battle Ground) град је у америчкој савезној држави Индијана.

## Демографија
По попису из 2010. године број становника је 1.334, што је 11 (0,8%) становника више него 2000. године.
| Група             | 2000.         | 2010.         |
| Белци             | 1.294 (97,8%) | 1.291 (96,8%) |
| Афроамериканци    | 2 (0,2%)      | 3 (0,2%)      |
| Азијати           | 2 (0,2%)      | 3 (0,2%)      |
| Хиспаноамериканци | 20 (1,5%)     | 28 (2,1%)     |
| Укупно            | 1.323         | 1.334         |